# ¡Qué noche la de aquel año! (álbum)
¡Qué noche la de aquel año! es el decimoquinto álbum de Miguel Ríos, lanzado en 1987 por Polydor, como banda sonora del programa homónimo emitido por TVE.
El álbum fue editado como un doble long play, recogiendo parte de las actuaciones de Ríos junto a diversas figuras del Pop rock y la canción hispana, donde aparecen nombres tan diversos como Los Sírex, Los Relámpagos, Los Bravos, El Dúo Dinámico, Los Pekenikes, Víctor Manuel o el legendario roquero mexicano-venezolano Enrique Guzmán, entre otros.
El repertorio consiste básicamente en estándares nostálgicos y canciones clásicas del rock and roll de los años '50 y '60 con sus títulos traducidos al castellano, en las cuales Ríos -anfitrión del programa- aparece acompañado por otros artistas, o también solo.
Este lanzamiento fue seguido por un segundo volumen, también doble, y publicado en 1987.

## Lista de canciones
Disco 1
1. Popotitos - con Enrique Guzmán
2. La locomoción
3. That's All Right Mama - con Los Estudiantes
4. El pasaporte
5. Fiebre
6. Quieres bailar
7. La pecosita - con Los Relámpagos
8. La moto - con Los Bravos
9. Dile - con Las Chicas del Año
10. Tus celos - con Los Sírex
11. Cómicos - con Víctor Manuel

Disco 2
1. Melodía encadenada
2. Hello Mary Lou - con El Dúo Dinámico
3. El ritmo de la lluvia
4. Detén la noche
5. Los brazos en cruz
6. El Twist
7. Ruta 66
8. Poema de amor
9. Oh mi Señor!
10. Da dou ron ron - con Los Pekenikes
11. Me has cazado - con Los Salvajes
12. El tiempo vuela - con La Banda del Año
13. ¡Qué noche la de aquel año! - con La Banda del Año